# Sonnet 6
(suite du Sonnet 5) 

Then let not winter's ragged hand deface, 

In thee thy summer, ere thou be distilled: 

Make sweet some vial; treasure thou some place 

With beauty's treasure ere it be self-killed. 

That use is not forbidden usury, 

Which happies those that pay the willing loan; 

That's for thy self to breed another thee, 

Or ten times happier, be it ten for one; 

Ten times thy self were happier than thou art, 

If ten of thine ten times refigured thee: 

Then what could death do if thou shouldst depart, 

Leaving thee living in posterity? 

Be not self-willed, for thou art much too fair 

To be death's conquest and make worms thine heir.
— William Shakespeare
Traduction de François-Victor Hugo
Précédent Suivant
Le Sonnet 6 est l'un des 154 sonnets écrits par le dramaturge et poète William Shakespeare.

## Texte original
Texte et typographie originale :
THen let not winters wragged hand deface,

In thee thy ſummer ere thou be diſtil'd:

Make ſweet ſome viall;treaſure thou ſome place,

With beauties treaſure ere it be ſelfe kil'd:

That vſe is not forbidden vſery,

Which happies thoſe that pay the willing lone;

That's for thy ſelfe to breed an other thee,

Or ten times happier be it ten for one,

Ten times thy ſelfe were happier then thou art,

If ten of thine ten times refigur'd thee,

Then what could death doe if thou ſhould'ſt depart,

Leauing thee liuing in poſterity?

   Be not ſelfe-wild for thou art much too faire,

   To be deaths conqueſt and make wormes thine heir.

## Traduction en prose
Par François-Victor Hugo :
Donc, ne laisse pas la rude main de l’hiver déflorer en toi ton été, avant que tu aies distillé ta séve. Verse ton parfum en quelque fiole. Thésaurise en un lieu choisi les trésors de ta beauté, et ne la laisse pas se suicider.

Ce n’est pas une usure défendue que l’usance qui fait le bonheur de quiconque lui paie intérêt. Tu seras heureux de t’acquitter ainsi en créant un autre toi-même, dix fois plus heureux si tu rends dix pour un ; car dix autres toi-même multiplieraient d’autant ton bonheur, si dix enfants te reproduisaient dix fois. Que pourrait donc faire la mort si tu quittais ce monde, en y restant vivant dans ta postérité ?

Ne sois pas égoïste ; car tu es trop beau pour être la conquête de la mort et faire des vers tes héritiers.

## Traduction en vers
Par Fernand Henry :
Tâche, par conséquent, de distiller ta sève

Cependant que l'hiver respecte ton été.

Parfume quelque vase, enferme ta beauté

En un lieu sûr avant que ton trésor s'achève.

Le prix qui, semble-t-il, trop lourdement nous grève

Par un peu de bonheur est bientôt racheté.

Le bonheur te viendra de ta postérité,

Et, rendant dix pour un, tu combleras le rêve !

Oui, dix fois plus heureux toi-même tu serais

Si dix enfants dix fois reproduisaient tes traits,

Car que pourrait la mort lorsque, quittant ce monde,

Ta vie irait en eux rallumer son flambeau ?

Oh ! ne t'obstine pas ! ton corps est bien trop beau

Pour en faire hériter une vermine immonde.